# Raspoganče
Raspoganče (cyr. Распоганче) – wieś w Serbii, w okręgu zlatiborskim, w gminie Sjenica. W 2011 roku liczyła 126 mieszkańców.